# Neuwerk fyr
Neuwerk fyr är en fyr på ön Neuwerk i floden Elbes mynning i Hamburg i Tyskland. 
Fyren, som tändes första gången år 1814, är byggd på toppen av ett 30 meter högt vakttorn från år 1310 och är Hamburgs äldsta byggnad. Vakttornet hade sedan år 1644 väglett sjöfarten som en koleldad fyr. År 1814 installerades en fyrlykta med speglar som eldades med olja och  senare med fotogen.
Fyren elektrifierades år 1942 och i februari 2014 byttes halogenlampan ut mot LED-belysning. Samtidigt ändrades fyrkaraktären från röd-vit-grön till ett fast vitt sken. Fyren, som kulturskyddades år 1924, används inte längre för navigation.
Ett museum har inretts i tornets bottenvåning och i några av rummen är det möjligt att övernatta. Tornet, som för närvarande (2024) är under renovering, kommer att byggas om till ett hotell. Från utsiktsplattformen på taket, som nås via en yttre trätrappa och en spiraltrappa med 138 steg, har man utsikt över Vadehavet och ön Neuwerk.
Neuwerk kan nås med färja från Cuxhaven och med hästvagn eller till fots över havsbotten vid lågvatten.